# Відігульфо
Відігульфо, Відіґульфо (італ. Vidigulfo) — муніципалітет в Італії, у регіоні Ломбардія, провінція Павія.
Відігульфо розташоване на відстані близько 460 км на північний захід від Рима, 19 км на південь від Мілана, 15 км на північний схід від Павії.
Населення — 6264 особи (2014).

## Демографія
Населення за роками:

Станом на 1 січня 2023 року в муніципалітеті офіційно проживали 542 іноземці з 47 країн, серед них 180 громадян країн Євросоюзу та 31 громадянин України.

## Сусідні муніципалітети
- Борнаско
- Черанова
- Лакк'ярелла
- Ландріано
- Марцано
- Сіціано
- Торревеккія-Пія